# Nikša Kaleb
Nikša Kaleb (Metković, 9 de março de 1973) é um ex-handebolista profissional croata, campeão olímpico em Atenas 2004.